# Рудолф Цвек
Рудолф Цвек (17. октобар 1946 — 27. новембар 2005) био је југословенски и хрватски фудбалер.

## Каријера
Играо је на позицији одбрамбеног играча. Kаријеру је почео прво у млађим категоријама и касније као првотимац вараждинског Вартекса. Пуну афирмацију стекао је у дресу загребачког Динама. Одиграо је 112 првенствених утакмица у пет сезона. Био је важан део тима који је освојио Куп сајамских градова 1967. године (није играо у финалу против Лидса).
Каријеру је завршио 1970. са 24 године због повреде менискуса коју је задобио против немачког тима Шалке 04 у мечу четвртфинала Купа победника купова у сезони 1969/70.
Играо је за све млађе репрезентативне селекције. У дресу А репрезентације Југославије наступио је на шест утакмица. Дебитовао је 25. септембра 1968. на утакмици против селекције Финске у Београду (резултат 9:1), а последњи пут дрес са државним грбом носио је 26. фебруара 1969. против Шведске у Сплиту (2:1).
Након играчке каријере посветио се тренерском послу. Преминуо је у Загребу 27. новембра 2005. године, након дуге и тешке болести.

## Успеси
- Динамо Загреб
  - Куп Југославије: 1969.
  - Куп сајамских градова: 1967.